# Las Hoyas
Las Hoyas è un giacimento fossilifero di tipo Lagerstätten situato vicino alla città di Cuenca, in Spagna.
Questo sito è datato al Barremiano (Cretaceo inferiore), ed è per lo più noto per i suoi resti di dinosauri squisitamente conservati, in particolare vari enantiornitini.

## Tafonomia
Si tratta di un giacimento di tipo Lagerstätte composto da calcare litografico simile a quello del giacimento tedesco di Solnhofen (noto soprattutto per esservi stato ritrovato l'Archaeopteryx), pertanto anche a Las Hoyas la conservazione dei fossili è eccezionale. Questo può essere il risultato di tre fattori: stuoie microbiche, ostruzione e stagnazione.
Le stuoie microbiche possono essere responsabili della conservazione dei tessuti molli in molti fossili di Las Hoyas, come la cresta del Pelecanimimus. Le deposizioni di carbonato di ferro, risultato del metabolismo batterico che copriva la cresta del dinosauro, hanno migliorato la conservazione di quei tessuti molli. La prova di queste stuoie proviene dagli studi sulle microfacies e dai fossili stessi.
L'ostruzione è notevole nella formazione, a causa della presenza di campioni altamente articolati. Dagli studi di actuotafonomia su diversi organismi si può stimare che la sepoltura della maggior parte delle entità sia stata piuttosto rapida. L'esemplare di Concornis potrebbe essere stato sepolto in meno di 15 giorni, dopo un periodo di esposizione sub-areale.

## Paleoecologia
Durante il Cretaceo inferiore, Las Hoyas era un ambiente lacustre interno che presentava una flora acquatica e terrestre molto importante (con molti esemplari di carofite, montsechia, weischelia e frenelopsis) e una fauna variegata, con esemplari di almeno cinque o sei phylum: Artropodi, Molluschi, Chordata e molti altri animali vermiformi dal corpo morbido che potrebbero essere Nemertine o Anellidi.
Tra i vertebrati il gruppo più abbondante e vario è quello dei pesci. La presenza di scheletri per lo più articolati, la conservazione eccezionale dei tessuti e la mancanza di altri segni di trasporto da fattori esterni possono indicare che la fauna ritrovata era autoctona del luogo (nel senso che vivevano e morivano nello stesso luogo in cui si erano fossilizzati).
Tra gli amnioti i crocodrilomorfi sono i più abbondanti.
I dinosauri di Las Hoyas (aviari e non-aviari) sono unici sotto molti punti di vista. Tra i dinosauri presenti nella formazione vi sono l'ornithomimide Pelecanimimus, il primo ornithomosauro europeo nonché uno dei generi più antichi della sua famiglia mostrando caratteristiche arcaiche come i denti; il carcharodontosauride Concavenator, dotato di alte spine neurali a formare una vela dorsale; e l'ornithopode Mantellisaurus.
Gli uccelli presenti a Las Hoyas sono enanthiorniti, il più variegato clade di uccelli del Cretaceo, che si estinsero alla fine di questo periodo insieme ai dinosauri. L' Iberomesornis mostra sia caratteri derivati ("aviani") che primitivi ("dinosauri"). All'interno dei caratteri derivati possiamo sottolineare la presenza di un pigostilo, sebbene sia ancora molto grande rispetto a quello dei moderni neorniti e la presenza di uno sterno. L' Eoalulavis mostra la prima apparizione dell'alula o "ala bastarda", il che significa che aveva una manovrabilità nel volo analoga a quella degli uccelli moderni. Altro enarnthionitide della formazione era il piccolo Concornis.
All'interno della formazione erano presenti anche alcuni pterosauri, tra cui il tapejaride Europejara, un'ornithocheiride e un'istiodactylide indeterminati.

## Ricerca
La formazione di Las Hoyas è stata studiata per oltre due decenni dai ricercatori dell'Università Autonoma di Madrid, l'Università Complutense di Madrid e la Universidad Nacional de Educación a Distancia, in collaborazione con il Museo delle Scienze di Castilla-La Mancha, che è responsabile per i reperti fossili della zona.